# Medalla del Servei General a l'Àfrica
La Medalla del Servei General d'Àfrica (anglès: Africa General Service Medal) , establerta el 1902, va ser una medalla de campanya del Regne Unit. Es va atorgar per campanyes menors que van tenir lloc a l'Àfrica tropical entre 1900 i 1956, amb un total de quaranta-cinc fermalls emesos. La medalla mai es veu sense fermall i alguns d'aquests són molt rars.  La majoria de les medalles es van atorgar a unitats de les Forces Auxiliars Colonials Britàniques, inclosos els King's African Rifles i la West African Frontier Force. Les úniques campanyes on hi va haver personal europeu present en nombre van ser les diverses campanyes de Somalilàndia (inclosa la de la Royal Navy) i a Kenya.

## Disseny
La medalla fa 36 mil·límetres (1,4 polzades) de diàmetre i és de plata, tot i que la versió del rei Eduard VII també es va atorgar en bronze als portadors nadius que van donar suport a diverses campanyes
- L'anvers porta el cap sense corona, el nom i el títol del monarca regnant[3]
- El revers mostra un disseny simbòlic que representa Britània dempeus amb un lleó i oferint pau i llei a Àfrica a mesura que esclata un nou dia, amb la paraula AFRICA a sota. Excepte per la redacció, el disseny del revers és el mateix que el de la Medalla de l'Àfrica Oriental i Central. El dissenyador va ser George de Saulles[3]

El número, el nom i el regiment del destinatari estan inscrits a la vora de la medalla en diversos estils.
La cinta de 32 mil·límetres (1,3 polzades) d'amplada és groga amb vores negres i dues franges verdes estretes cap al centre.
Des del 1920, es porta un emblema de fulla de roure de bronze a la cinta de la medalla per significar una menció als despatxos d'una campanya per la qual es va atorgar la medalla.

### Variacions de l'anvers
La medalla va ser atorgada amb un dels tres dissenys de l'anvers:

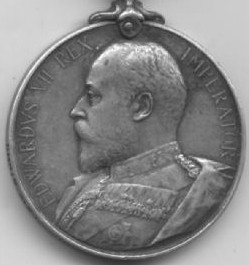
Eduard VII (campanyes de 1901–10)
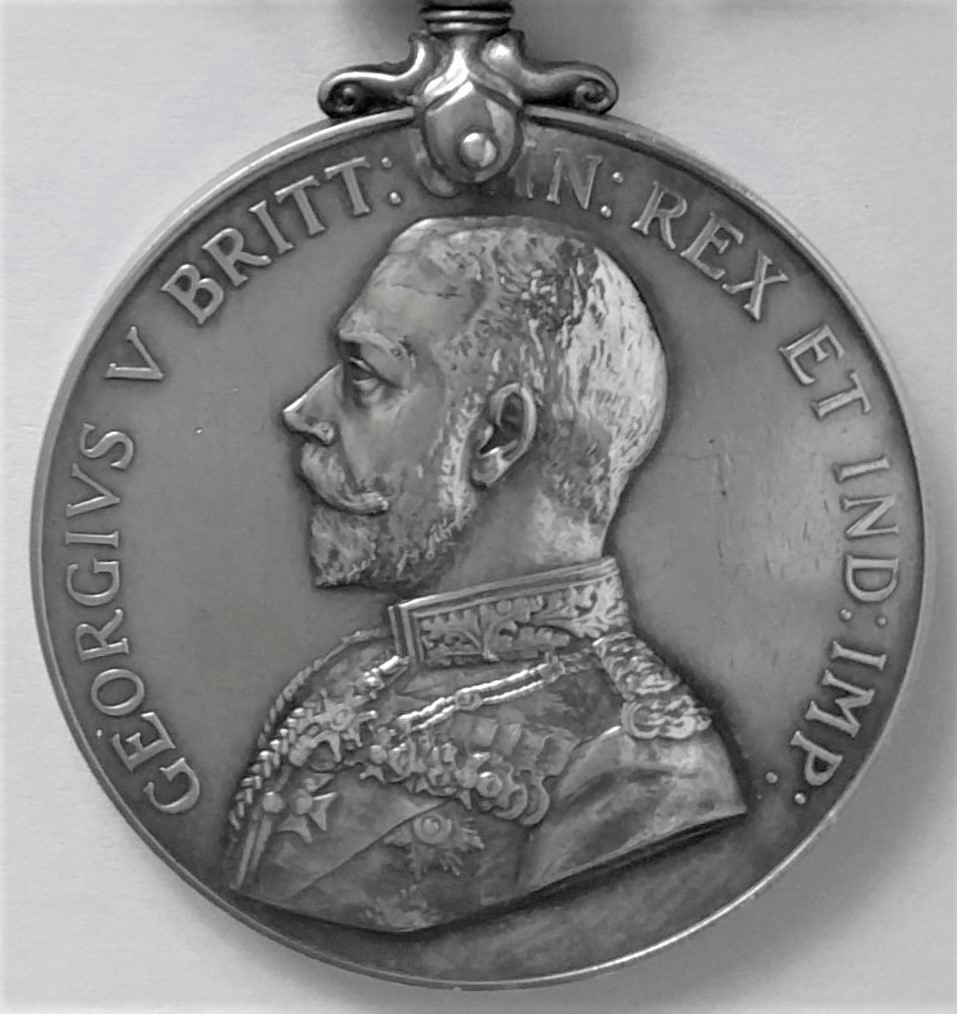
Jordi V (Campanyes de 1913–20)
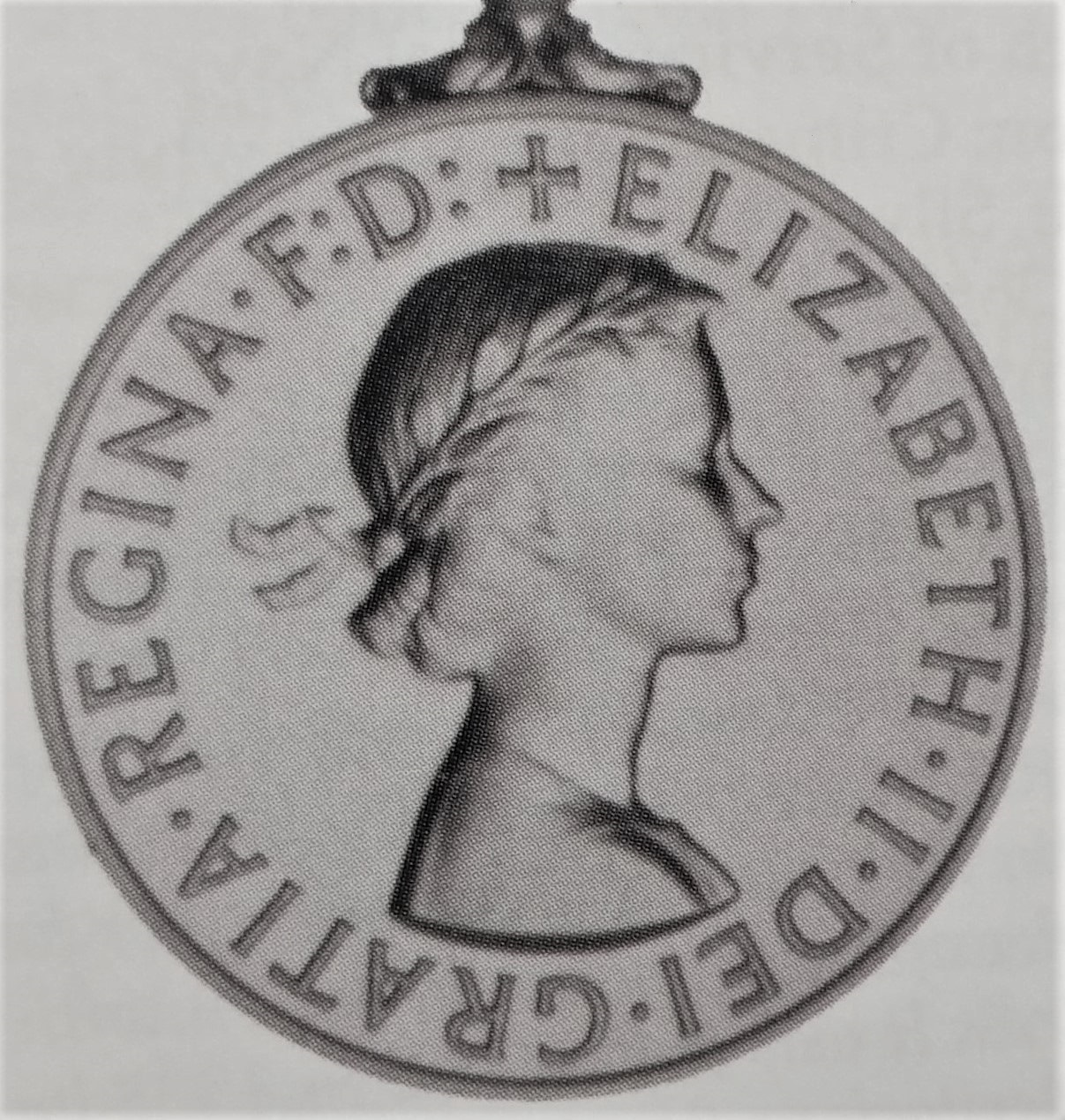
Isabel II (Kenya, 1952–56)

### Fermalls
La medalla mai es va atorgar sense fermall. Mentre que la majoria de les medalles es van atorgar amb un fermall, alguns receptors africans van arribar a obtenir fins a set fermalls.
Els quaranta-cinc fermalls autoritzats s'enumeren a continuació.
| Fermall | Notes |
| --- | --- |
| Anvers d'Eduard VII | |
| N. Nigeria (July 1900 – Sept 1901) N. Nigeria 1902 N. Nigeria 1903 N Nigeria 1903–04 N Nigeria 1904 N Nigeria 1906 S. Nigeria (March – May 1901) S. Nigeria 1902 S. Nigeria 1902–03 S. Nigeria 1903 S. Nigeria 1903–04 S. Nigeria 1904 S. Nigeria 1904–05 S. Nigeria 1905 S. Nigeria 1905–06 East Africa 1902 East Africa 1904 East Africa 1905 East Africa 1906 West Africa 1906 West Africa 1908 West Africa 1909–10 Uganda 1900 | Per a operacions menors contra tribus sense llei amb, en la majoria dels casos, un fermall que cobria més d'una operació. Donada la petita escala de les expedicions, el nombre de cada fermall atorgat era petit, variant des de menys de 100 fins a uns 1.000. En tots els casos es van emprar tropes reclutades localment, liderades per oficials britànics i suboficials superiors , sense presència d'unitats de l'exèrcit britànic. Diversos civils britànics també van rebre la medalla, inclosos metges i oficials polítics. Entre els receptors del fermall de l'Àfrica Occidental de 1908 hi havia 43 tropes colonials alemanyes del veí Camerun, que van ajudar en l'operació. Es van atorgar unes 400 medalles per a Nigèria 1903-04 en bronze a portadors nadius que van acompanyar l'expedició. |
| Somaliland 1901 Somaliland 1902–04 Jidballi (10 January 1904) Somaliland 1908–10 | Per la seva participació en diverses campanyes de Somalilàndia contra els rebels liderats pel Sayid Maxamed Cabdille Xassan, sobrenomenat el "Mul·là Boig" pels britànics. A més de les forces reclutades localment i els King's African Rifles, entre els participants hi havia unitats de l'exèrcit britànic i indi i les Marines britànica i índia. El fermall Jidballi, atorgat als implicats en la derrota de Hassan el 10 de gener de 1904, sempre es donava amb el fermall de Somaliland 1902–04. Els tres fermalls datats també es van atorgar en bronze a les reclutes i portadors nadius no combatents. |
| B.C.A. 1899–1900 | Diverses petites operacions a l'Àfrica Central britànica amb els King's African Rifles, tropes índies i tropes reclutades localment. |
| Jubaland (Nov 1900 – April 1901) | Per a operacions en el que ara és el sud de Somàlia que van involucrar la Royal Navy, així com tropes índies i africanes locals. Es van fer diverses condecoracions en bronze. |
| Gambia (Jan – March 1901) | Atorgat als King's African Rifles i al West India Regiment, així com a la Royal Navy. |
| Aro 1901–1902 | Aquesta expedició al sud de Nigèria estava formada principalment per tropes nigerianes, així com per un petit nombre de la Royal Navy. |
| Lango 1901 | Atorgada als King's African Rifles per una petita expedició contra els amotinats sudanesos al que ara és Uganda. |
| Kissi 1905 | La majoria de les medalles van ser per a la Força Fronterera de l'Àfrica Occidental en una disputa amb el poble kissi de Sierra Leone. |
| Nandi 1905–06 | Per a membres dels King's African Rifles i la Policia de l'Àfrica Oriental involucrats en un conflicte amb el poble nandi en el que ara és Kenya. |
| Anvers de Jordi V | Els que ja posseïen la medalla del rei Eduard només van rebre el nou fermall. |
| Shimber Berris, 1914–15 | Durant dues breus campanyes de la Somàlia Britànica el novembre de 1914 i el febrer de 1915, en què van participar el Somaliland Camel Corps, els King's African Rifles i l'exèrcit indi. |
| Nyasaland 1915 | Atorgat principalment als King's African Rifles i voluntaris locals pel servei durant la rebel·lió Chilembwe a les Highlands de Shire. |
| East Africa 1913 East Africa 1913–14 East Africa 1914 East Africa 1915 | Per a operacions menors contra tribus sense llei en el que ara són Uganda i Kenya. La petita escala de les operacions va significar que només es van atorgar uns pocs centenars de cada fermall, principalment als King's African Rifles i a la Policia de l'Àfrica Oriental, sense cap unitat de l'exèrcit britànic implicada. Les operacions contra les forces alemanyes de 1914 van ser recompensades amb les medalles de campanya de la Primera Guerra Mundial corresponents. |
| Jubaland 1917–18 | Atorgat en plata als King's African Rifles, i en bronze als camàlics, per operacions contra la tribu Aulihan al llarg del riu Jubba, en el que ara és el sud de Somàlia. |
| East Africa 1918 | Per a les forces locals emprades en operacions contra els turkana i altres tribus prop de la frontera amb el Sudan del Sud. |
| Nigeria 1918 | Atorgat a les tropes nigerianes involucrades durant una revolta del poble Egba al sud de Nigèria coneguda com la guerra d'Adubi. |
| Somaliland 1920 | L'última de les campanyes contra Maxamed Cabdille Xassan, atorgada a les forces locals, els King's African Rifles, les tropes de l'exèrcit indi, la Royal Navy i la RAF. |
| Anvers d'Elisabet II | |
| Kenya | Durant 90 dies de servei entre el 21 d'octubre de 1952 i el 17 de novembre de 1956 durant la revolta dels Mau Mau per part del poble kikuyu. Un gran nombre de regiments britànics, esquadrons de la Royal Air Force i forces reclutades localment van rebre la medalla amb aquest fermall, que és, amb diferència, el més comú per a aquesta medalla. |